# شون شيميل
شون شايمل (Sean Schemmel) (إسمه الكامل شون كريستيان شايمل (Sean Christian Schemmel)) هو مؤدي أصوات أمريكي ولد في 21 نوفمبر 1968 في واترلو, آيوا.

## أدواره في الأنمي

### مسلسلات أنمي تلفزيونية
- دراغون بول Z - سون غوكو, الملك كاي، نيل, فيجيتو، غوجيتا
- دراغون بول GT - سون غوكو
- دراغون بول كاي - سون غوكو، الملك كاي، نيل
- ساموراي 7 - غينزو
- يوغي - بوباسا
- يوغي GX - فيليان كراولر، أوجاما الأصفر، ثيلونيوس فايبر
- شامان كينج - أميدامارو، ريو صاحب السيف الخشبي
- خيميائي الفولاذ - والد كلاوس

### أوفا أنمي
- البدلة المتنقلة جاندام يونيكورن - فلاست سكول

### أفلام أنمي
- دراغون بول Z: منطقة الموت - سون غوكو
- دراغون بول Z: الأقوى في العالم - سون غوكو
- دراغون بول Z: شجرة القوة - سون غوكو
- دراغون بول Z: الزعيم سلاغ - سون غوكو
- دراغون بول Z: إنتقام كولر - سون غوكو
- دراغون بول Z: عودة كولر - سون غوكو
- دراغون بول Z: الآلي الخارق رقم 13 - سون غوكو
- دراغون بول Z: برولي السوبر سايان الأسطوري - سون غوكو، الملك كاي
- دراغون بول Z: بوجاك متحرر - سون غوكو
- دراغون بول Z: عودة برولي - سون غوكو
- دراغون بول Z: بايو-برولي - سون غوكو
- دراغون بول Z: تجديد الدمج - سون غوكو
- دراغون بول Z: غضب التنين - سون غوكو
- دراغون بول Z: معركة الخوارق - سون غوكو
- دراغون بول Z: إعادة إحياء "F" - سون غوكو
- يوغي: روابط تتخطى الزمن - بارادوكس
- سلسلة أفلام بيرسيرك: العصر الذهبي
  - بيرسيرك: العصر الذهبي I بيضة الحاكم - غاستون
  - بيرسيرك: العصر الذهبي II معركة دولدراي - غاستون
  - بيرسيرك: العصر الذهبي III النزول - غاستون، كونراد
- فيلم بوكيمون: زوروارك سيد الأوهام - غرينغز كوداي

## أدواره في الرسوم المتحركة
- كابا مايكي - جونارد
- عالم الفوضى - ماكسور
- ثانوية سوبر غيرلز: بطلة العام - دارك أوبال

## أدواره في ألعاب الفيديو
- دراغون بول Z: سوبرسونيك واريورز - سون غوكو
- دراغون بول Z فور كنيكت - سون غوكو

## وصلات خارجية
- شون شيميل على موقع IMDb (الإنجليزية)
- شون شيميل على موقع قاعدة بيانات الفيلم (الإنجليزية)
- شون شيميل على موقع ANN person (الإنجليزية)